# Бесноватые (фильм, 1974)
«Бесноватые» (фр. Les démoniaques, иное название «Демоницы») — французско-бельгийский фильм ужасов 1974 года режиссёра Жана Роллена.

## Сюжет
Группа моряков изнасиловала, а затем убила двух девушек прямо на побережье моря. Духи убитых заключили сделку с дьяволом и вернулись к жизни для того, чтобы отомстить.

## В ролях
- Джоэлль Койер — Тина
- Джон Рико — капитан
- Вилли Брак — Боско
- Пол Бисцилиа — Пол
- Льева Леоне — ожившая девушка
- Патриция Херменье — ожившая девушка
- Луис Доур — Луис
- Бен Зимет — экзорцист

## Производство фильма
В ходе съёмочного процесса у создателей фильма закончились деньги и выход из положения был найден лишь благодаря оператору, который выиграл в лотерею сто тысяч франков, потраченных на продолжение съёмок. В дальнейшем съёмочная команда, в силу сюжетной необходимости фильма, на целую неделю оказалась на острове, где их единственной пищей были крабы.